# Pâte sur Pâte

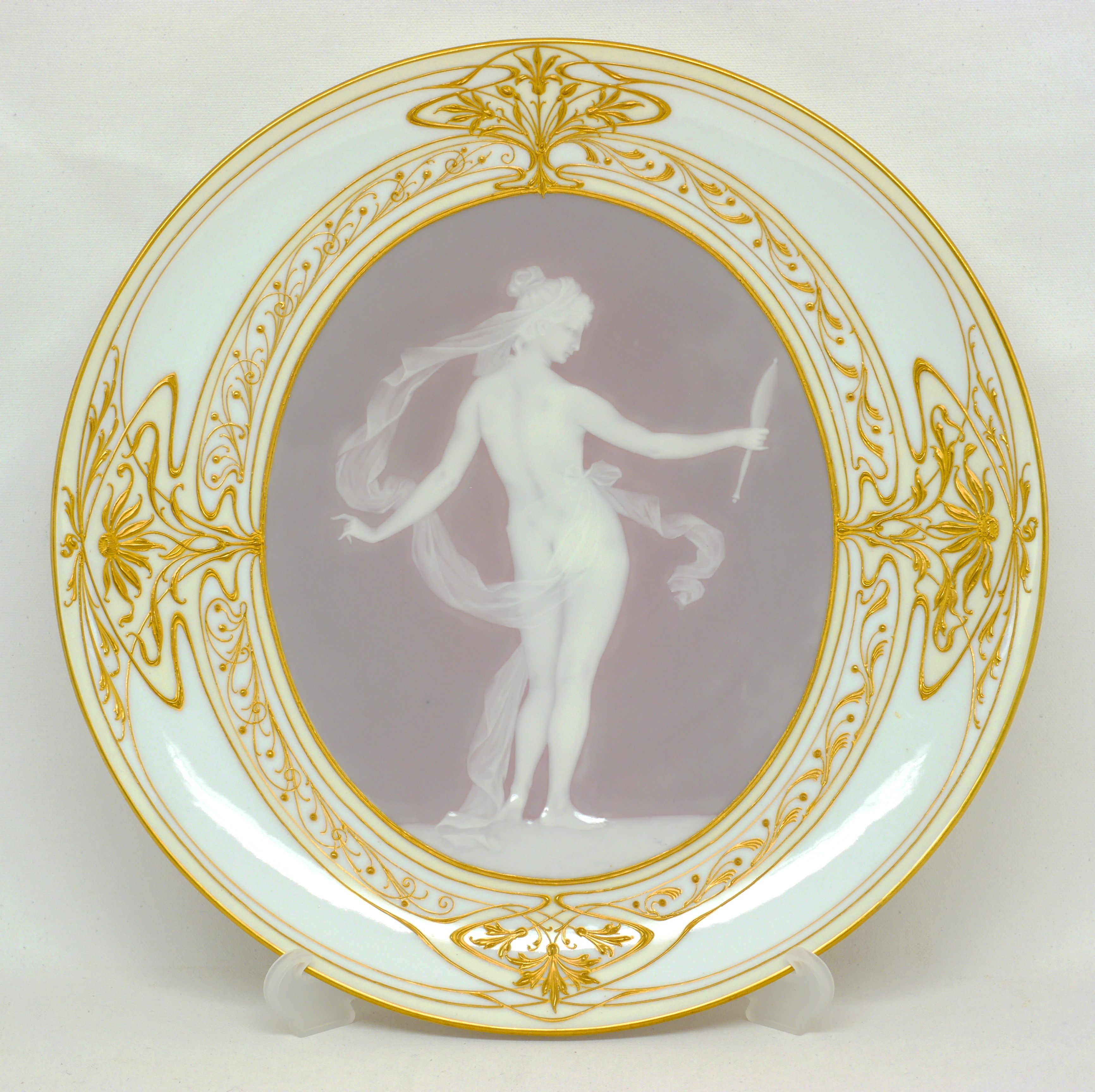
Pâte-sur-pâte-Malerei auf Seladon-Fond, KPM Berlin um 1900

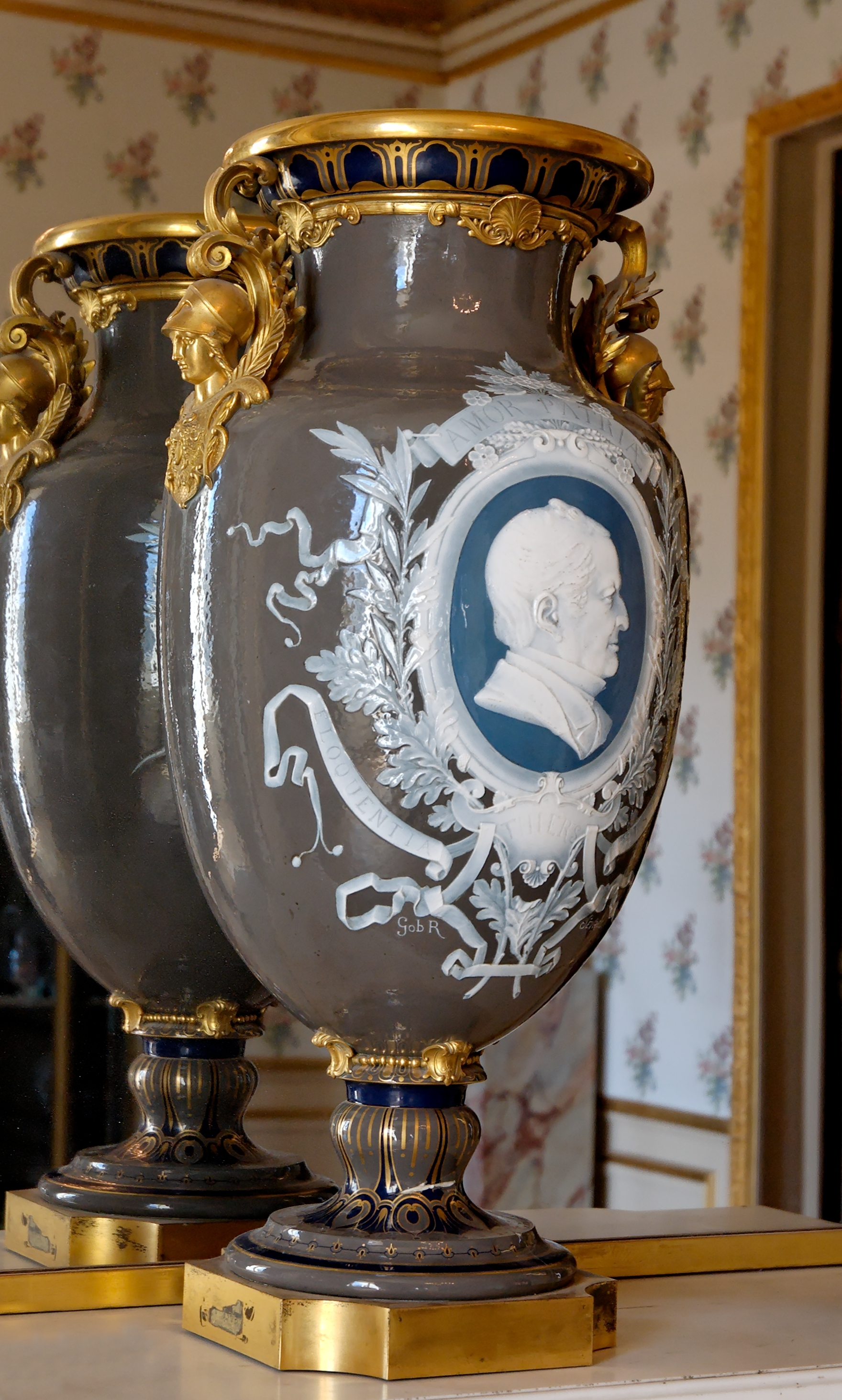
Amphore aus Sèvres

Pâte sur Pâte (französisch für „Masse auf Masse“) ist ein  Verfahren der Porzellan- und Steingutverzierung. 

## Beschreibung
Das Verfahren wurde in der zweiten Hälfte des 19. Jahrhunderts in den Porzellanmanufakturen von Sèvres, Berlin und Meißen eingeführt.
Mit der auch als Schlickermalerei bezeichneten Methode werden weiße, glänzende und teilweise durchscheinende Reliefs in Form von Figuren und Ornamenten erzeugt, die sich vom eingefärbten Grund kameenartig abheben. Dazu wird dickflüssige, weiße Porzellanmasse Schicht für Schicht auf die Wand von Gefäßen oder auf Platten aufgetragen, deren Masse schon verglüht, aber noch porös ist. Beim Brand schmilzt die aufgetragene Masse, so dass der farbige Untergrund durchschimmert.
Die Pâte-sur-Pâte-Malerei wurde ursprünglich von Louis Robert in Sèvres erfunden, und eine so verzierte Vase sorgte 1851 auf der Londoner Weltausstellung für großes Aufsehen. Sèvres und wenig später auch die Porzellanfabrik Minton in Staffordshire/England brachten in den 1860er Jahren diese Technik zur Blüte. In Meißen gelang 1878 die Nacherfindung, aber erst auf der Weltausstellung in Chicago 1893 konnte die Meißener Porzellanmanufaktur einer breiten Öffentlichkeit ihre Fähigkeiten auf diesem Gebiet demonstrieren.